# Park Bo-young
Park Bo-young (* 12. Februar 1990 in Jeungpyeong, Nord-Chungcheong) ist eine südkoreanische Schauspielerin. Sie ist vor allem bekannt durch die romantische Komödie Speedy Scandal (2008), in dem sie an der Seite von Cha Tae-hyun eine Hauptrolle spielte. Der Film hatte in Südkorea über 8 Millionen Besucher. Für ihre Rolle wurde sie u. a. mit dem Blue Dragon Award und dem Paeksang Arts Award als beste Nachwuchsdarstellerin ausgezeichnet. 2012 spielte sie die Hauptrolle in dem Liebesfilm A Werewolf Boy, in dem sie sich in einen Jungen verliebt, der sich in einen Werwolf verwandeln kann.
2014 spielte sie die weibliche Hauptrolle in dem Film Hot Young Bloods, in dem sie die Anführerin einer Mädchenclique spielt. 2015 kehrte sie nach siebenjähriger Auszeit zum Fernsehen zurück für die Hauptrolle in dem Drama Oh My Ghostess. Für die Serie erhält sie die bislang höchste Gage, die der Fernsehsender tvN je einer Schauspielerin zahlte.

## Filmografie

### Filme
- 2005: Ikwol
- 2008: Our School’s E.T.
- 2008: Chogamgak Keopeul
- 2008: Speedy Scandal
- 2012: Don’t Click
- 2012: A Werewolf Boy
- 2014: Hot Young Bloods
- 2015: Das Internat: Zum Schweigen verurteilt
- 2015: Collective Invention
- 2015: Yeoljeong Gateun Sori Hago Itne
- 2018: On Your Wedding Day
- 2023: Concrete Utopia

### Fernsehserien
- 2006: Secret Campus
- 2007: Witch Yoo Hee
- 2007: Mackerel Run
- 2007: The King and I
- 2008: Jungle Fish
- 2008: Mighty Chil-woo
- 2008: Star’s Lover (Cameo-Auftritt)
- 2015: Oh My Ghost
- 2017: Strong Woman Do Bong Soon
- 2019: Abyss
- 2021: Doom at Your Service
- 2023: Strong Girl Nam-soon (Cameo-Auftritt)
- 2023: Daily Dose of Sunshine
- 2024: Light Shop
- 2025: Melo Movie
- 2025: Our Unwritten Seoul

### Auftritte in Musikvideos
- 2007: „Couldn’t Help It“ von Goo Jung-hyun
- 2007: „Still Pretty Today“ von Fly to the Sky
- 2008: „Gaseuma Jebal“ 가슴아 제발 von Jung Yuri
- 2008: „Between Love and Friendship“ von Park Hye-gyeong
- 2011: „The Story Only I Didn’t Know“ („나만 몰랐던 이야기“) von IU
- 2011: „Fiction“ von Beast
- 2013: „That’s My Fault“ von Speed
- 2013: „It’s Over“ von Speed

## Auszeichnungen
- 2007
  - SBS Drama Awards: Beste Nachwuchsschauspielerin für The King and I

- 2009
  - Paeksang Arts Awards: Beste Nachwuchsschauspielerin und Popularitätspreis für Speedy Scandal
  - Korean Association of Film Critics Awards: Beste Nachwuchsschauspielerin für Speedy Scandal
  - Grand Bell Awards: Popularitätspreis für Speedy Scandal
  - Blue Dragon Awards: Beste Nachwuchsschauspielerin für Speedy Scandal[3]
  - Director’s Cut Awards: Beste Nachwuchsschauspielerin für Speedy Scandal[4]

- 2013
  - Mnet 20’s Choice Awards: 20’s Movie Star weiblich für A Werewolf Boy